# Motorrad-Weltmeisterschaft 1966
Die Motorrad-WM-Saison 1966 war die 18. in der Geschichte der FIM-Motorrad-Straßenweltmeisterschaft.
In der Klasse bis 500 cm³ wurden neun, in den Klassen bis 350 cm³ und bis 125 cm³ zehn, in der Klasse bis 250 cm³ zwölf und in der Klasse bis 50 cm³ sowie bei den Gespannen sechs Rennen ausgetragen.

## Punkteverteilung
| Punktewertung | Punktewertung | Punktewertung | Punktewertung | Punktewertung | Punktewertung | Punktewertung |
| ------------- | ------------- | ------------- | ------------- | ------------- | ------------- | ------------- |
| Platz         | 1             | 2             | 3             | 4             | 5             | 6             |
| Punkte        | 8             | 6             | 4             | 3             | 2             | 1             |

- Die Zahl gewerteter Läufe wurde bei gerader Anzahl an ausgetragenen Rennen berechnet, indem man diese Anzahl halbierte und dann mit eins addierte. Bei sechs Rennen gingen also vier in die WM-Wertung ein.
- Wurde eine ungerade Zahl Rennen ausgetragen, wurde die Zahl der Läufe mit eins addiert und dann halbiert. Bei sieben Rennen gingen somit vier in die Wertung ein.

## 500-cm³-Klasse

### Rennergebnisse
|   | Datum         | Rennen                  | Strecke           | Platz 1           | Platz 2          | Platz 3           | Schn. Rennrunde  |
| - | ------------- | ----------------------- | ----------------- | ----------------- | ---------------- | ----------------- | ---------------- |
| 1 | 22.05.        | 30. GP von Deutschland  | Hockenheim        | Jim Redman        | Giacomo Agostini | Gyula Marsovszky  | Jim Redman       |
| 2 | 25.06.        | 36. Dutch TT            | Assen             | Jim Redman        | Giacomo Agostini | František Šťastný | Mike Hailwood    |
| 3 | 03.07.        | 39. GP von Belgien      | Spa-Francorchamps | Giacomo Agostini  | Stuart Graham    | Jack Ahearn       | Mike Hailwood    |
| 4 | 17.07.        | 9. GP der DDR           | Sachsenring       | František Šťastný | Jack Findlay     | Jack Ahearn       | Giacomo Agostini |
| 5 | 24.07.        | GP der Tschechoslowakei | Masaryk-Ring      | Mike Hailwood     | Giacomo Agostini | Gyula Marsovszky  | Mike Hailwood    |
| 6 | 07.08.        | GP von Finnland         | Imatra            | Giacomo Agostini  | Mike Hailwood    | Jack Findlay      | Giacomo Agostini |
| 7 | 20.08.        | 36. Ulster GP           | Dundrod           | Mike Hailwood     | Giacomo Agostini | František Šťastný | Mike Hailwood    |
| 8 | 28.08.–02.09. | 48. Isle of Man TT      | Mountain Course   | Mike Hailwood     | Giacomo Agostini | Chris Conn        | Mike Hailwood    |
| 9 | 11.09.        | 44. GP der Nationen     | Monza             | Giacomo Agostini  | Peter Williams   | Jack Findlay      | Mike Hailwood    |

### Fahrerwertung
| 1  | Giacomo Agostini  | MV Agusta          | 36 (54) |
| 2  | Mike Hailwood     | Honda              | 30      |
| 3  | Jack Findlay      | McIntyre-Matchless | 20 (21) |
| 4  | František Šťastný | Jawa-ČZ            | 17      |
| 5  | Jim Redman        | Honda              | 16      |
| 6  | Gyula Marsovszky  | Matchless          | 13      |
|    | Jack Ahearn       | Norton             | 13      |
| 8  | Stuart Graham     | Matchless          | 11      |
| 9  | Peter Williams    | Matchless          | 7       |
| 10 | Chris Conn        | Norton             | 6       |
| 11 | Ron Chandler      | Matchless          | 6       |
| 12 | John Cooper       | Norton             | 3       |

|    | John Blanchard   | Seeley-Matchless              | 3 |
|    | Fred Stevens     | Matchless / Paton             | 3 |
| 15 | Lewis Young      | Matchless / Métisse-Matchless | 3 |
| 16 | John Mawby       | Norton                        | 2 |
|    | Malcolm Stanton  | Norton                        | 2 |
|    | Walter Scheimann | Norton                        | 2 |
| 19 | Eduard Lenz      | Matchless                     | 2 |
| 20 | John Dodds       | Norton                        | 1 |
|    | Eric Hinton      | Norton                        | 1 |

(Punkte in Klammern inklusive Streichresultate)

### Konstrukteurswertung
| 1 | Honda     | 40 (46) |
| 2 | MV Agusta | 36 (54) |
| 3 | Matchless | 26 (38) |
| 4 | Norton    | 18 (24) |
| 5 | Jawa-ČZ   | 17      |
| 6 | Seeley    | 3       |
|   | Paton     | 3       |
| 8 | Métisse   | 1       |

(Punkte in Klammern inklusive Streichresultate)

## 350-cm³-Klasse

### Rennergebnisse
|    | Datum         | Rennen                  | Strecke          | Platz 1          | Platz 2           | Platz 3        | Schn. Rennrunde  |
| -- | ------------- | ----------------------- | ---------------- | ---------------- | ----------------- | -------------- | ---------------- |
| 1  | 22.05.        | 30. GP von Deutschland  | Hockenheim       | Mike Hailwood    | Tarquinio Provini | Bruce Beale    | Mike Hailwood    |
| 2  | 29.05.        | GP von Frankreich       | Clermont-Ferrand | Mike Hailwood    | Giacomo Agostini  | Jim Redman     | Mike Hailwood    |
| 3  | 25.06.        | 36. Dutch TT            | Assen            | Mike Hailwood    | Giacomo Agostini  | Renzo Pasolini | Mike Hailwood    |
| 4  | 17.07.        | 9. GP der DDR           | Sachsenring      | Giacomo Agostini | František Šťastný | Gustav Havel   | Giacomo Agostini |
| 5  | 24.07.        | GP der Tschechoslowakei | Masaryk-Ring     | Mike Hailwood    | Giacomo Agostini  | Heinz Rosner   | Mike Hailwood    |
| 6  | 07.08.        | GP von Finnland         | Imatra           | Mike Hailwood    | Heinz Rosner      | Jack Ahearn    | Mike Hailwood    |
| 7  | 20.08.        | 36. Ulster GP           | Dundrod          | Mike Hailwood    | Giacomo Agostini  | Tommy Robb     | Mike Hailwood    |
| 8  | 28.08.–02.09. | 48. Isle of Man TT      | Mountain Course  | Giacomo Agostini | Peter Williams    | Chris Conn     | Giacomo Agostini |
| 9  | 11.09.        | 44. GP der Nationen     | Monza            | Giacomo Agostini | Renzo Pasolini    | Alberto Pagani | Giacomo Agostini |
| 10 | 15.–16.10.    | GP von Japan            | Fuji             | Phil Read        | Bill Ivy          | Alberto Pagani | Bill Ivy         |

### Fahrerwertung
| 1  | Mike Hailwood     | Honda          | 48      |
| 2  | Giacomo Agostini  | MV Agusta      | 42 (48) |
| 3  | Renzo Pasolini    | Aermacchi      | 17      |
| 4  | František Šťastný | Jawa / Jawa-ČZ | 13      |
| 5  | Gustav Havel      | Jawa           | 12      |
| 6  | Alberto Pagani    | Aermacchi      | 11      |
| 7  | Heinz Rosner      | MZ             | 10      |
| 8  | Phil Read         | Yamaha         | 8       |
| 9  | Jack Ahearn       | Norton         | 8       |
| 10 | Bruce Beale       | Honda          | 7       |
| 11 | Tarquinio Provini | Benelli        | 6       |
|    | Peter Williams    | A.J.S.         | 6       |
|    | Bill Ivy          | Yamaha         | 6       |
| 14 | Silvio Grassetti  | Bianchi        | 6       |

| 15 | Jim Redman      | Honda          | 4 |
|    | Tommy Robb      | Bultaco        | 4 |
|    | Chris Conn      | Norton         | 4 |
|    | Gilberto Milani | Aermacchi      | 3 |
|    | Stuart Graham   | A.J.S.         | 3 |
|    | Kel Carruthers  | Norton         | 3 |
|    | Byron Black     | Honda          | 3 |
| 22 | František Boček | ČZ             | 3 |
| 23 | Dave Simmonds   | Norton / Honda | 2 |
|    | Kenzo Muromachi | Honda          | 2 |
| 25 | John Blanchard  | Seeley-A.J.S.  | 1 |
|    | Joe Dunphy      | Norton         | 1 |
|    | Kent Andersson  | Husqvarna      | 1 |

(Punkte in Klammern inklusive Streichresultate)

### Konstrukteurswertung
| 1  | Honda     | 48 (51) |
| 2  | MV Agusta | 42 (48) |
| 3  | Aermacchi | 22      |
| 4  | Jawa      | 18 (21) |
| 5  | MZ        | 10      |
| 6  | Norton    | 10      |
| 7  | A.J.S.    | 9       |
| 8  | Yamaha    | 8       |
| 9  | Benelli   | 6       |
| 10 | Bianchi   | 6       |
| 11 | Bultaco   | 4       |
| 12 | ČZ        | 3       |
| 13 | Seeley    | 1       |
|    | Husqvarna | 1       |

(Punkte in Klammern inklusive Streichresultate)

## 250-cm³-Klasse

### Rennergebnisse
|    | Datum         | Rennen                  | Strecke           | Platz 1          | Platz 2          | Platz 3           | Schn. Rennrunde |
| -- | ------------- | ----------------------- | ----------------- | ---------------- | ---------------- | ----------------- | --------------- |
| 1  | 08.05.        | 16. GP von Spanien      | Montjuïc          | Mike Hailwood    | Derek Woodman    | Renzo Pasolini    | Mike Hailwood   |
| 2  | 22.05.        | 30. GP von Deutschland  | Hockenheim        | Mike Hailwood    | Jim Redman       | Bill Ivy          | Jim Redman      |
| 3  | 29.05.        | GP von Frankreich       | Clermont-Ferrand  | Mike Hailwood    | Jim Redman       | Phil Read         | Mike Hailwood   |
| 4  | 25.06.        | 36. Dutch TT            | Assen             | Mike Hailwood    | Phil Read        | Jim Redman        | Mike Hailwood   |
| 5  | 03.07.        | 39. GP von Belgien      | Spa-Francorchamps | Mike Hailwood    | Phil Read        | Jim Redman        | Phil Read       |
| 6  | 17.07.        | 9. GP der DDR           | Sachsenring       | Mike Hailwood    | Phil Read        | Mike Duff         | Mike Hailwood   |
| 7  | 24.07.        | GP der Tschechoslowakei | Masaryk-Ring      | Mike Hailwood    | Phil Read        | Heinz Rosner      | Mike Hailwood   |
| 8  | 07.08.        | GP von Finnland         | Imatra            | Mike Hailwood    | Stuart Graham    | František Šťastný | Mike Hailwood   |
| 9  | 20.08.        | 36. Ulster GP           | Dundrod           | Ginger Molloy    | Gyula Marsovszky | Kevin Cass        | Phil Read       |
| 10 | 28.08.–02.09. | 48. Isle of Man TT      | Mountain Course   | Mike Hailwood    | Stuart Graham    | Peter Inchley     | Mike Hailwood   |
| 11 | 11.09.        | 44. GP der Nationen     | Monza             | Mike Hailwood    | Heinz Rosner     | Alberto Pagani    | Mike Hailwood   |
| 12 | 15.–16.10.    | GP von Japan            | Fuji              | Hiroshi Hasegawa | Phil Read        | Akiyasu Motohashi | Phil Read       |

### Fahrerwertung
| 1  | Mike Hailwood     | Honda     | 56 (80) |
| 2  | Phil Read         | Yamaha    | 34      |
| 3  | Jim Redman        | Honda     | 20      |
| 4  | Derek Woodman     | MZ        | 18      |
| 5  | Heinz Rosner      | MZ        | 16      |
| 6  | Stuart Graham     | Honda     | 15      |
| 7  | Jack Findlay      | Bultaco   | 14      |
| 8  | František Šťastný | Jawa      | 11      |
| 9  | Mike Duff         | Yamaha    | 9       |
| 10 | Ginger Molloy     | Bultaco   | 8       |
| 11 | Hiroshi Hasegawa  | Yamaha    | 8       |
| 12 | Gyula Marsovszky  | Bultaco   | 5       |
| 13 | Bill Ivy          | Yamaha    | 4       |
| 14 | Renzo Pasolini    | Aermacchi | 4       |
| 15 | Kevin Cass        | Bultaco   | 4       |

|    | Peter Inchley     | Bultaco-Villiers | 4 |
|    | Alberto Pagani    | Aermacchi        | 4 |
|    | Akiyasu Motohashi | Yamaha           | 4 |
| 19 | Bruce Beale       | Honda            | 4 |
| 20 | Selwyn Griffiths  | Royal Enfield    | 3 |
| 21 | Tommy Robb        | Bultaco          | 2 |
| 22 | Bob Anderson      | Yamaha           | 2 |
|    | Jim Curry         | Honda            | 2 |
| 24 | Kent Andersson    | Husqvarna        | 2 |
| 25 | Ramiro Blanco     | Bultaco          | 1 |
|    | Günter Beer       | Honda            | 1 |
|    | Daniel Lhéraud    | Yamaha           | 1 |
|    | Len Atlee         | Cotton           | 1 |
|    | Bill Smith        | Bultaco          | 1 |
|    | Giuseppe Visenzi  | Aermacchi        | 1 |

(Punkte in Klammern inklusive Streichresultate)

### Konstrukteurswertung
| 1 | Honda         | 56 (82) |
| 2 | Yamaha        | 40      |
| 3 | MZ            | 28 (30) |
| 4 | Bultaco       | 24 (25) |
| 5 | Jawa          | 11      |
| 6 | Aermacchi     | 8       |
| 7 | Royal Enfield | 3       |
| 8 | Husqvarna     | 2       |
| 9 | Cotton        | 1       |

(Punkte in Klammern inklusive Streichresultate)

## 125-cm³-Klasse

### Rennergebnisse
|    | Datum         | Rennen                  | Strecke         | Platz 1      | Platz 2          | Platz 3       | Schn. Rennrunde |
| -- | ------------- | ----------------------- | --------------- | ------------ | ---------------- | ------------- | --------------- |
| 1  | 08.05.        | 16. GP von Spanien      | Montjuïc        | Bill Ivy     | Luigi Taveri     | Ralph Bryans  | Phil Read       |
| 2  | 22.05.        | 30. GP von Deutschland  | Hockenheim      | Luigi Taveri | Ralph Bryans     | Phil Read     | Luigi Taveri    |
| 3  | 25.06.        | 36. Dutch TT            | Assen           | Bill Ivy     | Luigi Taveri     | Phil Read     | Luigi Taveri    |
| 4  | 17.07.        | 9. GP der DDR           | Sachsenring     | Luigi Taveri | Yoshimi Katayama | Bill Ivy      | Luigi Taveri    |
| 5  | 24.07.        | GP der Tschechoslowakei | Masaryk-Ring    | Luigi Taveri | Ralph Bryans     | Bill Ivy      | Bill Ivy        |
| 6  | 07.08.        | GP von Finnland         | Imatra          | Phil Read    | Luigi Taveri     | Ralph Bryans  | Luigi Taveri    |
| 7  | 20.08.        | 36. Ulster GP           | Dundrod         | Luigi Taveri | Ralph Bryans     | Phil Read     | Ralph Bryans    |
| 8  | 28.08.–02.09. | 48. Isle of Man TT      | Mountain Course | Bill Ivy     | Phil Read        | Hugh Anderson | Bill Ivy        |
| 9  | 11.09.        | 44. GP der Nationen     | Monza           | Luigi Taveri | Ralph Bryans     | Bill Ivy      | Luigi Taveri    |
| 10 | 15.–16.10.    | GP von Japan            | Fuji            | Bill Ivy     | Yoshimi Katayama | Mitsuo Itō    | Bill Ivy        |

### Fahrerwertung
| 1  | Luigi Taveri      | Honda  | 46 (58) |
| 2  | Bill Ivy          | Yamaha | 40 (44) |
| 3  | Ralph Bryans      | Honda  | 32 (33) |
| 4  | Phil Read         | Yamaha | 29 (37) |
| 5  | Hugh Anderson     | Suzuki | 15      |
| 6  | Yoshimi Katayama  | Suzuki | 14      |
| 7  | Frank Perris      | Suzuki | 10      |
| 8  | Akiyasu Motohashi | Yamaha | 5       |
| 9  | Mike Duff         | Yamaha | 4       |
| 10 | Mitsuo Itō        | Suzuki | 4       |
| 11 | Tommy Robb        | Yamaha | 3       |

| 12 | Francesco Villa      | Montesa | 2 |
|    | Hans Georg Anscheidt | Suzuki  | 2 |
|    | Peter Williams       | EMC     | 2 |
| 15 | José Medrano         | Bultaco | 1 |
|    | Herbert Mann         | MZ      | 1 |
|    | Mike Hailwood        | Honda   | 1 |
|    | Friedhelm Kohlar     | MZ      | 1 |
|    | Hartmut Bischoff     | MZ      | 1 |
|    | Walter Scheimann     | Honda   | 1 |
|    | Yasuharu Yuzawa      | Yamaha  | 1 |

(Punkte in Klammern inklusive Streichresultate)

### Konstrukteurswertung
| 1 | Honda   | 46 (59) |
| 2 | Yamaha  | 44 (60) |
| 3 | Suzuki  | 25 (33) |
| 4 | MZ      | 3       |
| 5 | Montesa | 2       |
|   | EMS     | 2       |
| 7 | Bultaco | 1       |

(Punkte in Klammern inklusive Streichresultate)

## 50-cm³-Klasse

### Rennergebnisse
|   | Datum         | Rennen                 | Strecke         | Platz 1              | Platz 2              | Platz 3       | Schn. Rennrunde      |
| - | ------------- | ---------------------- | --------------- | -------------------- | -------------------- | ------------- | -------------------- |
| 1 | 08.05.        | 16. GP von Spanien     | Montjuïc        | Luigi Taveri         | Hans Georg Anscheidt | Ralph Bryans  | Hans Georg Anscheidt |
| 2 | 22.05.        | 30. GP von Deutschland | Hockenheim      | Hans Georg Anscheidt | Ralph Bryans         | Hugh Anderson | Hans Georg Anscheidt |
| 3 | 25.06.        | 36. Dutch TT           | Assen           | Luigi Taveri         | Ralph Bryans         | Hugh Anderson | Luigi Taveri         |
| 4 | 28.08.–02.09. | 48. Isle of Man TT     | Mountain Course | Ralph Bryans         | Luigi Taveri         | Hugh Anderson | Ralph Bryans         |
| 5 | 11.09.        | 44. GP der Nationen    | Monza           | Hans Georg Anscheidt | Ralph Bryans         | Luigi Taveri  | Hans Georg Anscheidt |
| 6 | 15.–16.10.    | GP von Japan           | Fuji            | Yoshimi Katayama     | Hans Georg Anscheidt | Hugh Anderson | Yoshimi Katayama     |

### Fahrerwertung
| 1 | Hans Georg Anscheidt | Suzuki | 28 (31) |
| 2 | Ralph Bryans         | Honda  | 26 (30) |
| 3 | Luigi Taveri         | Honda  | 26 (29) |
| 4 | Hugh Anderson        | Suzuki | 16 (22) |
| 5 | Yoshimi Katayama     | Suzuki | 10      |
| 6 | Barry Smith          | Derbi  | 3       |
|   | Ernst Degner         | Suzuki | 3       |
|   | Mitsuo Itō           | Suzuki | 3       |
| 9 | Ángel Nieto          | Derbi  | 2       |

|    | Oswald Dittrich | Kreidler    | 2 |
|    | Brian Gleed     | Honda       | 2 |
|    | Tommy Robb      | Bridgestone | 2 |
| 13 | Cees van Dongen | Kreidler    | 1 |
|    | Isao Morishita  | Bridgestone | 1 |
|    | Dave Simmonds   | Honda       | 1 |
|    | André Roth      | Derbi       | 1 |
|    | Jack Findlay    | Bridgestone | 1 |

(Punkte in Klammern inklusive Streichresultate)

### Konstrukteurswertung
| 1 | Honda       | 30 (36) |
| 2 | Suzuki      | 30 (38) |
| 3 | Derbi       | 4       |
| 4 | Bridgestone | 3       |
| 5 | Kreidler    | 2       |

(Punkte in Klammern inklusive Streichresultate)

## Gespanne (500 cm³)

### Rennergebnisse
|   | Datum         | Rennen                 | Strecke           | Platz 1                           | Platz 2                       | Platz 3                             | Schn. Rennrunde                     |
| - | ------------- | ---------------------- | ----------------- | --------------------------------- | ----------------------------- | ----------------------------------- | ----------------------------------- |
| 1 | 22.05.        | 30. GP von Deutschland | Hockenheim        | Fritz Scheidegger / John Robinson | Max Deubel / Emil Hörner      | Colin Seeley / Wally Rawlings       | Fritz Scheidegger / John Robinson   |
| 2 | 29.05.        | GP von Frankreich      | Clermont-Ferrand  | Fritz Scheidegger / John Robinson | Colin Seeley / Wally Rawlings | Max Deubel / Emil Hörner            | Fritz Scheidegger / John Robinson   |
| 3 | 25.06.        | 36. Dutch TT           | Assen             | Fritz Scheidegger / John Robinson | Max Deubel / Emil Hörner      | Otto Kölle / Heinz Marquardt        | Fritz Scheidegger / John Robinson   |
| 4 | 03.07.        | 39. GP von Belgien     | Spa-Francorchamps | Fritz Scheidegger / John Robinson | Max Deubel / Emil Hörner      | Georg Auerbacher / Wolfgang Kalauch | Georg Auerbacher / Wolfgang Kalauch |
| 5 | 28.08.–02.09. | 48. Isle of Man TT     | Mountain Course   | Fritz Scheidegger / John Robinson | Max Deubel / Emil Hörner      | Georg Auerbacher / Wolfgang Kalauch | Max Deubel / Emil Hörner            |
| 6 | 11.09.        | 44. GP der Nationen    | Monza             | annulliert                        | annulliert                    | annulliert                          | annulliert                          |

### Fahrerwertung
| 1 | Fritz Scheidegger     | John Robinson                            | BMW | 24 (40) |
| 2 | Max Deubel            | Emil Hörner                              | BMW | 18 (28) |
| 3 | Colin Seeley          | Wally Rawlings                           | BMW | 12 (14) |
| 4 | Georg Auerbacher      | Eduard Dein bzw. Wolfgang Kalauch        | BMW | 11 (17) |
| 5 | Klaus Enders          | Reinhold Mannischef bzw. Ralf Engelhardt | BMW | 6       |
| 6 | Chris Vincent         | Graham Steward bzw. Terry Harrison       | BMW | 5       |
| 7 | Otto Kölle            | Heinz Marquardt                          | BMW | 4       |
| 8 | Siegfried Schauzu     | Horst Schneider                          | BMW | 2       |
| 9 | Heinz Luthringshauser | Hermann Hahn                             | BMW | 1       |
|   | Barry Thompson        | Gerald Wood                              | BMW | 1       |
|   | Tony Wakefield        | Graham Milton                            | BMW | 1       |
|   | Barry Dungsworth      | Neil Caddow                              | BMW | 1       |

(Punkte in Klammern inklusive Streichresultate)

### Konstrukteurswertung
| 1 | BMW-Motorrad | 24 (40) |

(Punkte in Klammern inklusive Streichresultate)